# Costa Rica en los Juegos Olímpicos de Sídney 2000
Costa Rica estuvo representada en los Juegos Olímpicos de Sídney 2000 por un total de 7 deportistas, 5 hombres y 2 mujeres, que compitieron en 5 deportes.
La portadora de la bandera en la ceremonia de apertura fue la triatleta Karina Fernández.

## Medallistas
El equipo olímpico costarricense obtuvo las siguientes medallas:
| Nombre       | Deporte  | Competición   |
| ------------ | -------- | ------------- |
| Oro          |          |               |
| —            |          |               |
| Plata        |          |               |
| —            |          |               |
| Bronce       |          |               |
| Claudia Poll | Natación | 200 m libre F |
| Claudia Poll | Natación | 400 m libre F |